# Rüte
Rüte est une localité du district de Schwende-Rüte dans le canton d'Appenzell Rhodes-Intérieures en Suisse et un ancien district.

## Géographie

Vue aérienne de 1600 m par Walter Mittelholzer (1923)

La district de Rüte s'étend sur 40,84 km2. Lors du relevé de 2013-2018, les surfaces d'habitations et d'infrastructures représentaient 4,2 % de sa superficie, les surfaces agricoles 54,4 %, les surfaces boisées 31,4 % et les surfaces improductives 9,9 %.

## Histoire
Les habitants de Rüte ont approuvé le 16 mai 2021, par 746 voix contre 676, une fusion avec le district de Schwende. Approuvée par la Landsgemeinde le 24 avril 2022, la fusion est entrée en vigueur le 1er mai 2022 afin de former le district de Schwende-Rüte,,.

## Démographie
Rüte compte 3 752 habitants au 31 décembre 2022 pour une densité de population de 92 hab/km2. Sur la période 2010-2019, sa population a augmenté de 10,0 % (canton : 2,8 % ; Suisse : 9,4 %).  

## Culture et patrimoine

### Héraldique
| Blason | Blasonnement : De sable au cygne lampassé et becqué d'argent issant d'une couronne d'or. |